# Discerceis granulosa
Discerceis granulosa är en kräftdjursart som först beskrevs av Richardson 1899.  Discerceis granulosa ingår i släktet Discerceis och familjen klotkräftor. Inga underarter finns listade i Catalogue of Life.